# Geweberhof
Geweberhof ist ein Weiler der Ortsgemeinde Plütscheid im Eifelkreis Bitburg-Prüm in Rheinland-Pfalz.

## Geographische Lage
Geweberhof liegt rund 3,4 km südwestlich des Hauptortes Plütscheid auf einer Hochebene. Der Weiler ist von einigen landwirtschaftlichen Nutzflächen sowie Waldbestand im Süden und Osten umgeben. Nordöstlich der Siedlung fließt der Ehlenzbach. Geweberhof weist die Struktur einer Streusiedlung auf.

## Geschichte
Zur genauen Entstehungsgeschichte des Weilers liegen keine Angaben vor. Es handelt sich noch heute um hauptsächlich landwirtschaftliche Gehöfte, sodass der Weiler vermutlich aus einem solchen Anwesen hervorgegangen ist.
Im Weiler wurde einst ein Kalkofen betrieben. Die Datierung liegt in den Jahren zwischen 1883 und 1886. Zudem gab es ein trigonometrisches Signal südwestlich von Geweberhof. Dieses stammt aus der Zeit um 1850.

## Wappen von Plütscheid

Das Wappen der heute übergeordneten Gemeinde Plütscheid wurde in Anlehnung an den Weiler Gesotz entworfen und stellt diesen ebenfalls symbolisch dar.
Wappenbegründung: Die Farben Rot und Silber weisen auf die frühere Herrschaft Schönecken und auf das Kurfürstentum Trier hin, zu denen Plütscheid früher gehörte; das Antoniuskreuz ist ein Hinweis auf den Ortspatron Antonius der Einsiedler; Die Eicheln symbolisieren die fünf Ortsteile Plütscheid, Atzseifen, Gesotz, Geweberhof und Mauler Mühle; der Eichenzweig verweist auf den Waldreichtum der Gemeinde.

## Kultur und Sehenswürdigkeiten

### Wegekreuz
Nordwestlich von Geweberhof befindet sich ein Wegekreuz bei einem Höhenpunkt auf 529,7 m über NHN. Es trägt ein Kreuz sowie die Inschrift „Errichtet zur Ehre Gottes 1948“.

### Naherholung
In der Region gibt es mehrere Wanderwege, die sich hauptsächlich auf das Prümtal konzentrieren. Um Geweberhof herum führt die Runde von Plütscheid. Es handelt sich um einen 19,8 km langen Rundwanderweg von Plütscheid über Mauel in das Prümtal zum Staudenhof sowie zurück. Highlights am Weg sind die naturbelassene Landschaft sowie die partielle Ortswüstung Staudenhof.

## Wirtschaft und Infrastruktur

### Unternehmen
In Geweberhof ist ein landwirtschaftlicher Nutzbetrieb ansässig. Zudem befindet sich die Deponie Plütscheid im Weiler.

### Verkehr
Es existiert eine regelmäßige Busverbindung.
Geweberhof ist durch die Landesstraße 12 von Lambertsberg in Richtung Oberweiler erschlossen. Im Weiler gibt es zudem zwei Gemeindestraßen.